# Elda Mara Cárdenas Ruz

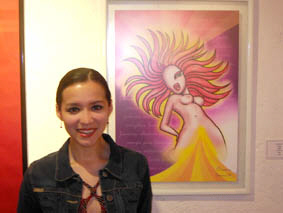
Lunara junto a una de sus obras.

Lunara, seudónimo de la diseñadora y artista plástica naíf mexicana Elda Mara Cárdenas Ruz.

## Biografía
Nacida en Poza Rica, Veracruz, el 15 de septiembre de 1975. Inició sus estudios artísticos en los talleres libres de Artes Plásticas de la Universidad Veracruzana, en Poza Rica, en el año 1990. Posteriormente, cursó la carrera de Diseño Gráfico en la Escuela Gestalt de Diseño en Xalapa, Veracruz, donde se graduó en 1997 y tuvo como maestros a Antonio Pérez "Ñico" (diseño y cartel), Lázaro Gracia Fernández (dibujo e ilustración) y Félix Beltrán (curso de cartel); tres de los diseñadores y cartelistas cubanos más destacados y reconocidos internacionalmente
Ha trabajado en el campo de la animación (Puebla, 2001-2002), el diseño editorial, la ilustración y la fotografía (Xalapa, 2003-2006), y, actualmente, también se dedica a la enseñanza como maestra de historia del arte en el Instituto Educativo Panamericano de Xalapa.

## Estilo
Lunara es una pintora surrealista y naíf. 
Sus obras están inspiradas en algunos de sus artistas surrealistas favoritos como Frida Kahlo, Remedios Varo, Leonora Carrington, René Magritte, Salvador Dalí y Marc Chagall; y también en impresionistas como Claude Monet. Algunas de sus pinturas con pinceladas gruesas y colores de tonalidades intensas recuerdan a precursores del expresionismo como Vincent van Gogh y Vasily Kandinsky. 
Las lunas, los ojos grandes y alargados, las bocas pequeñas, los cuellos largos y estrechos, los corazones con aspecto de manzana y los colores vivos e intensos son muy frecuentes y característicos de sus pinturas.

## Exposiciones y Congresos
- Feria del Arte 1990 y 1991 de Poza Rica.

- Instituto Mexicano del Petróleo 1991 en Poza Rica.

- Encuentro con el Arte 1992 en Poza Rica.

- Semana Cultural, Escuela María Enriqueta de Poza Rica, 1992.

- Universidad Veracruzana, Facultad de Ingeniería de Poza Rica, 1992.

- Escuela Gabino Barreda de Poza Rica, 1993.

- Museo de Antropología de Xalapa, 1993.

- Exposición individual: "El Cuerpo en la Tierra y el Alma en la Luna". Galería Curiel, Xalapa, mayo de 2005.

- Exposición colectiva de Arte Erótico junto con otros artistas plásticos y de la fotografía: Miguel Fematt, Carlos Cano Jiménez, Marco Venerozzo, Thomas Strobel, Cuauhtémoc García, Kari Torres, Patricia Blanco, René Torres, H. Xavier Solano, Mateo Torre, Arturo García, Nicolás Guzmán, Yaen Tijerina, Irais Esparza, Yan Quirarte, Alberto Orozco, Fernando Contreras, Hugo Curiel. Galería Curiel, Xalapa, febrero de 2006.

- Exposición individual: "La Ventana de mi Alma". Congreso del Estado de Veracruz, Xalapa, noviembre de 2007.

- Exposición colectiva: "Navideña 2007". Galería Curiel, Xalapa, diciembre de 2007.

## Exposiciones actuales (finales delsigloXX-principios delsigloXXI)
Actualmente las obras de Lunara (Elda Mara Cárdenas) están expuestas en varias galerías de arte de Internet:
- Artistrising (EUA, 1995)
- BoundlessGallery (EUA, 2003)
- Rendiva  (EUA, 2004)
- Picassomio (EUA, 2005)
- Artelista  (España)

## Sus obras
Las pinturas de Lunara, en su mayoría, están hechas con óleo, pero recientemente incorpora algunas obras realizadas en otras técnicas como la acuarela y el acrílico. 
Tras un periodo con obras basadas en la Luna, en el 2007 se ha enfocado hacia temas espirituales y de contacto con la naturaleza. 
- La Hormiga, Nostalgia. (Puebla, 2002).

- La Triste Lunara, La Familia, Complicidad, Serenata Imposible, Sensaciones, Nocturno, Ayer y Hoy, El Sueño, Mara La Buena Mara La Mala. (Puebla, 2003).

- Desnuda. (Xalapa, 2004).

- Sólo nos Tenemos Yo y Yo, El Adiós, La Dolorosa La Enojada La Fuerte, La Salvaje Dentro. (Xalapa, 2005).

- Luxidy y Lunara Iniciando Vuelo, Mandala Interior, Moksha (Libertad Absoluta), La Ventana de mi Alma, Nirvana. (Xalapa, 2006).

- Despertar, Jesucristo, Madre María, Arcángel Haniel, Magia Nupcial, Ave Luna Rezando, Madre Árbol, La Mano del Ángel, Arcángel Gabriel, Fuego Angelical, Ángel Lunar, Men Sana, Sintiendo Presencias, Tributo a Frida, Gato Luna, Arcángel Miguel, No Estás Solo (Ángel Guardián), Enamorada, Gatita Hechicera, Ángeles del Amor, Mundos Mágicos, El Reflejo, Avivando el Fuego Interior, Tattwas, Cómplices, El Retrato, Libertad Interior, La Libertad me Acecha, Arcángel Rafael, Arcángel Camael, Arcángel Uriel, Angel Estelar, Angel de las Flores. (Xalapa, 2007).